# ルイス・クック
ルイス・ジョン・クック（Lewis John Cook 、1997年2月3日 - ）は、イングランド・ヨーク出身のプロサッカー選手。元イングランド代表。AFCボーンマス所属。ポジションは、ミッドフィールダー。

## クラブ経歴

### リーズ
リーズ・ユナイテッドFCのアカデミー出身。2014-15シーズン開幕戦のミルウォールFC戦でトップチームデビューを果たした。2015年8月のドンカスター・ローヴァーズFC戦で初ゴールを決めた。

### ボーンマス
2016年7月8日、AFCボーンマスと4年契約を結んだ。レディングFCとのプレシーズンマッチで移籍後初出場。随所で好プレーを見せ、1ゴールを挙げた。
2018年5月18日、2022年までの契約延長がクラブから発表された。

## 代表歴
各年代でイングランド代表に選ばれている。優勝したUEFA U-17欧州選手権2014では5試合中3試合に出場した。
2018年3月27日のイタリア代表戦でフル代表初出場を飾った。これにより、クックがまだ17歳だった2014年に「クックが26歳になるまでにイングランド代表デビューを果たす」という当時34倍のオッズを示した賭けに500ポンド（約7万5000円）を投じていたクックの祖父が250万円を手にすることができた。

## タイトル

### 代表
- UEFA U-17欧州選手権2014
- 2017 FIFA U-20ワールドカップ